# Jianping He
Jianping He (* 26. Februar 1973 in Fuyang, China), auch bekannt als Jumping He, ist ein deutsch-chinesischer Grafikdesigner, Professor und Verleger. Er lebt und arbeitet in Berlin.

## Ausbildung
Jianping He studierte Grafikdesign an der China Academy of Art (1991–1994) und absolvierte im Jahr 1995 seinen Bachelor. Von 1997 bis 2001 studierte er unter Heinz Jürgen Kristahn Bildende Kunst an der Universität der Künste Berlin, erhielt dort sein Diplom und wurde 2001 Meisterschüler. 2011 promovierte er in Kulturgeschichte an der Freien Universität Berlin.

## Lehre und öffentliches Wirken
He lehrte an der Universität der Künste Berlin von 2001 bis 2008 und war unter anderem als Gastprofessor an der Hong Kong Polytechnic University sowie als Professor für Promovierte an der China Academy of Art in Hangzhou von 2006 bis 2019 angestellt. Im Jahr 2002 gründete er sein Designstudio hesign mit Sitz in Berlin. 2008 eröffnete er eine zweite Niederlassung in Hangzhou, China. He war Mitglied des Prüfungsausschusses für Diplom an der französischen Kunsthochschule Penninghen, Paris. Er fungierte außerdem als Jurymitglied zahlreicher internationaler Wettbewerbe, wie die 100 besten Plakate des Jahres – Deutschland, Österreich, Schweiz, die International Biennale of Theatre Poster, Rzeszow, die Internationale Plakatbiennale in Warschau, die International Poster Biennal, Ningbo, der Red Dot Design Award und der DFA Design for Asia Award in Hongkong. Seit 2005 ist er ein Mitglied der Alliance Graphique Internationale.

## Ausstellungen
Ausstellungen fanden in über 50 Städten auf der ganzen Welt statt, unter anderem in Deutschland, Malaysia, Slowenien, China, Taiwan und Japan.
Seine Arbeiten befinden sich in den Sammlungen vieler Museen wie der Friedrich-Ebert-Stiftung, dem Museum für Kunst und Gewerbe Hamburg, in den Staatlichen Museen zu Berlin, im Deutschen Plakat Forum – Museum Folkwang, im Ogaki Poster Museum Japan, Toyama Prefectural Museum of Art and Design, im Stedelijk Museum Amsterdam, im Hongkong Heritage Museum, Chiang Kai-shek Memorial Hall Taiwan, Israel National Museum, Plakatmuseum Warschau, Plakatmuseum Poznan, Kunstmuseum Lahti, Museum für Gestaltung Zürich, Bibliothèque nationale de France, Centre Georges-Pompidou, Victoria and Albert Museum London, Cooper Hewitt, Smithsonian Design Museum New York und viele mehr.

### Einzelausstellungen
- Come back to Asia, 2004, The One Academy, Kuala Lumpur, Malaysia
- 10 Years in Germany, 2006, Grillo-Theater, Essen, Deutschland
- Flashback, 2012, Ginza graphic Gallery, Tokyo, Japan[2]
- In Between, 2012, Emzin Gallery, Ljubljana, Slowenien
- Acquaintance, 2012, NUA Art Museum, Nanjing, China[3]
- 14th Homage to Maestro Morteza Momayez – Solo Exhibition of Jumping He in Tehran, 2019, Momayez Foundation, Tehran, Iran

### Kuration
- The 100 Best Posters Germany, Switzerland and Austria, 2005, Nanjing, China
- The 100 Best Posters Germany, Switzerland and Austria, 2006, Shanghai, China
- Bilder-Schrift, the Chinese Poster in Switzerland, 2005, Luzern, Schweiz
- What makes Berlin addictive, 2006, Vanguard Gallery, Shanghai, China
- The 1st Phoenix Creative International Design Festival, 2008, Phoenix Creative Park, Hangzhou, China
- The 2nd Phoenix Creative International Design Festival, 2009, Phoenix Creative Park, Hangzhou, China
- De Sein: German Graphic Design from Postwar to Present, 2011, Hong Kong Design Centre, Hongkong, China[4]
- Jazz & Design – Niklaus Troxler, 2013, OCT Art & Design Gallery, Shenzhen, China
- Bruno Monguzzi – Fifty Years of Paper, 2014, OCT Art & Design Gallery, Shenzhen, China[5]
- Shin Matsunaga – The Three Meter Radius, 2015, OCT Art & Design Gallery, Shenzhen, China[6]
- Schriftbilder Bilderschrift – Chinesisches Plakat- und Buchdesign heute, 2016, Museum Folkwang, Essen, Deutschland[7]
- Henryk Tomaszewski, 2017, Power Station of Art, Shanghai, China[8]
- Chinese Binding – Chinese Editorial Design Today, 2018, Luzern, Schweiz[9]
- Henry Steiner – Graphic Communicator, 2019, V&A/Design Society, Shenzhen, China[10]
- Hideki Nakajima: Made in Japan. Tokyo, 2019, Center for Visual Arts Berlin, Berlin, Deutschland[11]

## Auszeichnungen
He erhielt von 1999 bis 2001 ein Stipendium der Friedrich-Ebert-Stiftung. 2011 wurde er mit dem „DAAD-Preis für hervorragende Leistungen ausländischer Studierender an deutschen Hochschulen“ vom Deutschen Akademischen Austauschdienst ausgezeichnet. In Essen erhielt er 2006 den deutschen „Plakat Kunst Hof Rüttenscheid-Preis“. Seine Werke wurden weltweit ausgezeichnet:
- Erster Platz (2005) und Grand Prix (2017) bei der Lahti International Poster Biennial Finnland
- Gold bei der Internationalen Poster-Triennale in Toyama, Japan (2012)
- Silber (2008) und Bronze (2010, 2011, 2012, 2013, 2018) im ADC New York
- Auszeichnung für »typografische Exzellenz« beim TDC New York (2005, 2008, 2020)
- Auszeichnung für »typografische Exzellenz« von der Chicago International Poster Biennale
- Silber bei der Hong Kong International Poster Triennial (2004, 2010)
- Golden Bee bei der International Biennale für Grafikdesign in Moskau (2008)
- Gold (2012), Silber (2002, 2010) bei der International Poster Biennale in Warschau
- Gold (2012) und Silber (2018) bei der International Poster Triennial in Toyama
- Silber (2010) bei der International Poster Biennial in Mexiko (2010)
- Erster Platz (2012) bei der China Design Exhibition in Shenzhen
- Gold und Bronze (2016) beim Joseph Binder Award in Österreich
- Grand Prix (2018) bei der Trnava Poster Triennial in der Slowakei
- Gold (2018) beim German Design Award
- Gold (2018) bei der Macau Design Biennial
- Yellow Pencil of D&AD Award (2019) in London
- Grand Prix (2019) beim Red Dot Design Award in Deutschland
- mehrmaliger Finalist beim Tokyo TDC und den 100 Besten Plakaten – Deutschland, Österreich, Schweiz

## Veröffentlichungen

AGI New Members 2007–2017. hesign (Publishing & Design), 2018, ISBN 978-3-947245-03-1.

- Henry Steiner – Graphic Communicator. Phoenix Fine Arts Publishing Nanjing, 2019.
- AGI New Members 2007–2017. hesign (Publishing & Design), 2018, ISBN 978-3-947245-03-1.
- Henryk Tomaszewski. hesign (Publishing & Design), 2017, ISBN 978-3-947245-00-0.
- Schriftbilder Bilderschrift – Chinesisches Plakat- und Buchdesign heute, hesign (Publishing & Design), 2016, ISBN 978-3-9814557-8-6.
- Flashback – Jianping He. ggg Japan, 2012.
- One by One. hesign (Publishing & Design), 2012, ISBN 978-3-9814557-0-0.
- Acquaintance. hesign (Publishing & Design), 2012.
- mit Uwe Loesch: Alliance Graphique International – German Members, hesign (Publishing & Design), 2011, ISBN 978-3-9810544-4-6.
- De Sein. hesign (Publishing & Design), 2011, ISBN 978-3-9814557-2-4.
- All Men Are Brothers. hesign (Publishing & Design), 2010, ISBN 978-3-9810544-0-8.
- Book Worm. hesign (Publishing & Design), 2010, ISBN 978-3-9810544-9-1.
- Small Studios. hesign (Publishing & Design) und PageOne Singapore, 2009, ISBN 978-3-9810544-1-5.
- Designer Portraits. hesign (Publishing & Design), 2008.
- New Generation of Design. (series of four). PageOne Singapore, 2008.
- Vision of Design. (series of five). PageOne Singapore, 2007.
- Alliance Graphique Internationale (AGI) – To Kyo To.  hesign (Publishing & Design), 2007, ISBN 978-3-9810544-6-0.
- Alliance Graphique Internationale (AGI) – New Voice. hesign (Publishing & Design), 2006, ISBN 3-9810544-5-8.
- Niklaus Troxler – Design Master. PageOne Singapore, 2006, ISBN 981-245-426-8.
- Master of Design. (series of four). PageOne Singapore, 2005.